# 푸른이구아나
푸른이구아나(Blue iguana)는 그랜드캐이먼 섬에 서식하는 바위이구아나속의 한 종이며, 심각한 멸종위기에 놓여있다. 한때는 쿠바이구아나의 아종으로 여겨졌지만 2004년 유전자 분석을 통해 별도의 종으로 재분류되었다. 도마뱀 중에서 가장 오래 사는 편으로 69년 가량을 살기도 한다. 또한 캐이먼 제도의 국가상징이기도 하다.
푸른이구아나는 바위가 많고 햇볕이 강하게 비치는 마른 숲이나 해안가를 선호한다. 암컷은 매년 6월에서 7월까지 해안가의 모래를 파내 집을 만들어 알을 낳는다. 이들은 주로 초식성으로 식물, 과일, 꽃을 먹는다. 색깔은 탄 색깔에서 회색까지 다양하지만, 번식기가 되면 특히 수컷의 피부에서 푸른빛이 두드러진다. 몸은 크고 무거우며 등줄기에는 무수한 돌기가 목에서 꼬리까지 이어진다.
화석기록에 의하면 유럽인들이 식민화하기 전에 푸른이구아나는 풍부했다고 하지만 현재 야생에 존재하는 개체수는 15마리가 채 되지 않으며 이는 21세기에 들어서 10년 만에 멸종될 것이라고 하였다. 식민화 과정에서 사람들이 외래종인 고양이와 개를 들여와 많은 수가 죽었으며, 주식을 제공하는 과일밭이 목초지로 변한 것도 일조한 것으로 여겨진다. 수백 마리가 사육하에 남아있으며, 여러 보존단체들이 합동으로 보전을 위해 노력하고 있다.

## 분류
푸른이구아나(Cyclura lewisi)는 그랜드캐이먼 섬에 서식하는 고유종이다. 속명(Cyclura)는 고대 그리스어의 cyclos(κύκλος)와 ourá(οὐρά)에서 유래하며, 전자는 "둥근"을, 후자는 공통적인 특징인 굵고 둥그런 "꼬리"를 뜻한다. 종의 명은 처음으로 이들을 연구한 학자인 베르나드 르위스가 사용한 이름을 라틴화한 것이다. 푸른이구아나와 가장 가까운 종은 쿠바이구아나(Cyclura nubila)와 북부바하마바위이구아나(Cyclura cychlura)이며, 이들은 3백만 년 전에 공통조상으로부터 갈라졌다. 유전자 다양성은 부족하지만 어떤 바위이구아나처럼 이들이 생존에 큰 영향을 끼치지는 않는다. 한가지 이론은 한 암컷 쿠바이구아나가 산란 전 폭풍에 휩쓸려 표류하다가 그랜드캐이먼 섬에 정착했다고 한다. 리틀캐이먼 섬과 캐이먼브락 섬에 발견되는 아종과는 다르지만, 서로 짝짓기해 번식하는 것은 가능하다.
1938년 베르나드 르위스는 옥스퍼드 대학의 캐이먼 섬 생물 탐사에 참여하였다. 르위스는 암컷과 수컷 각각 한 마리를 채집하였고, 이들은 나중에 영국박물관 자연사관에 옮겨졌다. 1940년에 출간된 논문에서, 이와 동시에 르위스는 처음으로 푸른이구아나에 Cyclura macleayi lewisi라는 삼명을 붙여주었다. 슈왈츠와 캐리는 1977년에 Cyclura nubila lewisi라는 삼명을 붙였다. 그들은 푸른이구아나가 쿠바이구아나(C. nubila)에서 명백하게 구분된 아종이며, 공통조상에서 갈라졌기 때문에 서로 번식이 가능하다고 하였다. 또한 외관의 묘사에서는 전반적인 푸른 색깔을 강조하고, 이에 따라 연구가 더욱 진척되면 다른 종임을 밝힐 것이라고 시사하였다. 2004년 프레드릭 버튼은 푸른이구아나를 구분된 종으로 재분류하였다. 이는 푸른이구아나의 비늘 수집, 철저한 미토콘드리아 DNA조사에 의한 결과이다.

## 외관
푸른이구아나는 그랜드캐이먼 섬에 있는 고유종중 가장 큰 육상동물이며, 몸무게 14킬로그램에 총 몸길이 1.5미터에 달한다. 몸길이는 51-76센티미터이며, 꼬리의 길이도 비슷하다. 푸른이구아나의 발톱은 땅을 파거나 나무를 타는 데에 적합하게 바뀌었다. 나무에 주로 사는 종은 아니지만, 높이 4.6미터이상의 나무에 오르는 것이 발견된 바가 있다. 수컷이 암컷보다 1/3정도 큰 편이다. 다 자란 수컷의 몸색깔은 암회색에서 터키석빛이며, 이와 달리 암컷의 색깔은 올리브빛에서 연한 푸른색이다. 어린 개체는 대체로 암밤색이나 암청색으로, 연한 띠가 있기도 하다.
알에서 갓 태어난 새끼는 복잡한 패턴의 V자 모양의 문양이 목에서 골반부까지 있다. 이러한 문양은 1년 내에 사리지며, 탈피를 하는 과정에서 피부색깔을 회색에서 푸른색으로 점점 바꾸게 된다. 다 자란 푸른이구아나는 보통 서식지인 석회암 대지의 배경색과 어울리는 암회색의 피부를 지니고 있다. 이들을 영역을 표시하기 위해서 다른 이구아나가 접근하면 색깔을 바꾼다. 푸른색은 수컷에게 더욱 두드러진다. 전반적으로 밝은 몸색깔에 대비해 발은 까맣다. 수컷은 페로몬을 방출하기 위해 다리에 작은 분비구가 있다. 암컷에는 이것이 없으며, 등문양이 덜 뚜렷하다.

### 시각
푸른이구아나의 홍채는 금색이며 공막은 빨갛다. 시각은 좋은 편으로 원거리에서 사물의 모양과 움직임을 알 수 있다. 이에 비해 간상 세포의 수가 적어 어두운 장소에서는 시각이 좋지 않다. 원추세포가 발달되어 있어 색의 대비를 더 선명하게 볼 수 있으며 심지어 자외선마저 감지할 수 있다. 이러한 능력은 비타민 D를 생산하기 위한 자외선이 많이 쏘이는 장소를 찾는 데에 유리하다.
푸른이구아나는 머리 윗부분에 흰 제3의 눈인 두정안을 지니고 있다. 이 눈은 다른 한쌍의 눈과는 다르며 망막과 수정체만이 있기 때문에 상을 맺지는 못한다. 하지만 어둠과 빛을 감지할 수 있으며 제한적이나마 움직임을 감지할 수도 있다.

## 분포와 서식지

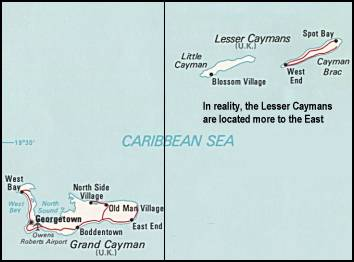
푸른이구아나는 쿠바남쪽의 캐이먼 제도의 서쪽에 있는 큰 섬인 그랜드캐이먼 섬에 서식한다.

푸른이구아나는 오직 그랜드캐이먼 섬에서만 발견된다. 다른 바위이구아나종과 비교해보면 푸른이구아나가 인간의 정착과 개발에 의해 서서히 이주하거나 절멸했음을 보여준다. 푸른이구아나는 오직 건생식물이 자라나는 수풀과 경작지, 도로, 정원 사이에 살거나 높은 숲에 거주하기도 한다. 야생개체가 먹이가 풍부한 경작지나 과수원에 찾아들기도 하지만, 이때는 인간과 개나 고양이 같은 동물과의 충돌을 피할 수가 없다. 암컷은 알을 낳기 위해 해안가로 이동한다.
퀸엘리자베스II 식물공원에 방사된 푸른이구아나는 활동범위의 측정을 위해 추정장치가 부착되었다. 암컷의 활동범위는 2,400제곱킬로미터였으며, 수컷의 활동범위는 이것보다 넓은 5,700제곱킬로미터였다. 이들의 활동범위는 겹치기도 하였으며, 개체밀도는 헥터당 4-5마리였다.
푸른이구아나는 바위구멍이나 나무구멍에 살며, 주로 다 자란 개체는 땅에서 산다. 어린 개체는 나무를 더 선호한다. 갓 태어난 새끼는 고유뱀인 Alsophis cantherigerus에게 잡아먹힌다. 다 자란 개체는 원래 천적이 없지만, 외지인들이 들여온 개에는 당할 수 있다. 성적으로 성숙하기까지는 3-4년이 걸린다.

## 식성과 수명
다른 바위이구아나(Cyclura)처럼 푸른이구아나는 주로 잎, 꽃, 과일을 먹는 초식 위주의 도마뱀이다. 이들의 식단은 이따금 곤충애벌레, 게, 죽은 새, 버섯류로 보충되기도 한다.
이구아나는 삼투압조절에 어려움을 겪으며, 이에 따라 특히 칼륨이 많은 먹이같이 영양가가 낮은 식단은 많이 섭취되어야 한다. 이들은 체액보다 더 농축된 오줌을 만들 수 없기 때문에 새들처럼 소금샘을 통해 유독한 질소계 폐기물을 배출한다. 신장의 기능을 보충하기 위해 푸른이구아나는 후비선을 통해 칼륨과 염화나트륨을 추가로 방출한다.
야생에서 이들이 얼마 동안 사는지는 알려져 있지 않지만 수십 년으로 추정된다. 1950년에 이라 톰슨에게 포획돼 1985년 미국으로 유출된 "고질라"라는 이름의 개체는 1990년에 번식을 위해 톰 크러치필드에게 팔렸다. 크러치필드는 1997년 고질라를 텍사스주 브라운스빌에 있는 글래디스포터 동물원에 기증하였다. 톰슨은 고질라가 포획될 당시 15살이라고 추정했다. 추정 생존 기간 69년으로 고질라는 거북을 제외한 세계에서 가장 오래 산 파충류로 여겨진다. 이에 비해 푸른이구아나와 관련이 있는 작은캐이먼이구아나(Cyclura nubila caymanensis)는 사육하에서 33년을 살았다.

## 번식
짝짓기는 5월에서 6월 사이에 일어난다. 수컷은 교미이전에 머리로 끄덕이며 암컷주위를 맴돌다가 목덜미를 잡는다. 다음에 수컷은 암컷을 억누름과 동시에 자신의 꼬리를 암컷의 것 밑으로 내려 삽입을 한다. 교미는 30-90초 동안 지속되며, 짝이 하루에 두번이상 교미를 하는 것은 거의 목격된 적이 없다. 산란기는 6월에서 7월이며, 암컷의 나이나 크기에 따라 차이가 있지만 낳는 알의 개수는 1-21개이다. 태양에 노출된 땅을 파 그곳에 알을 낳는다. 단 한번에 산란소를 정하지 않고 여러곳을 시험삼아 파본다. 굴의 길이는 0.41미터에서 1.5미터 정도이며, 암컷이 다시 나갈 수 있도록 끝부분은 크다. 알집의 온도는 조사된 바에 의하면 65에서 90일에 이르는 부란 기간 동안 32섭씨도로 일정하게 유지되었다. 푸른이구아나의 알은 파충류의 알 중에서 가장 큰 편이다.
태어난 후 3개월이 지나면 푸른이구아나는 자기 영역을 분명히 하며, 공격적이 되기도 한다. 암컷은 나이에 상관없이 2400제곱킬로미터의 행동범위 안에서 행동하며, 수컷은 나이가 들고 커감에 따라 넓은 지역을 차지해 다른 개체와의 영역분쟁이 불가피하다.

## 보전노력

### 상태

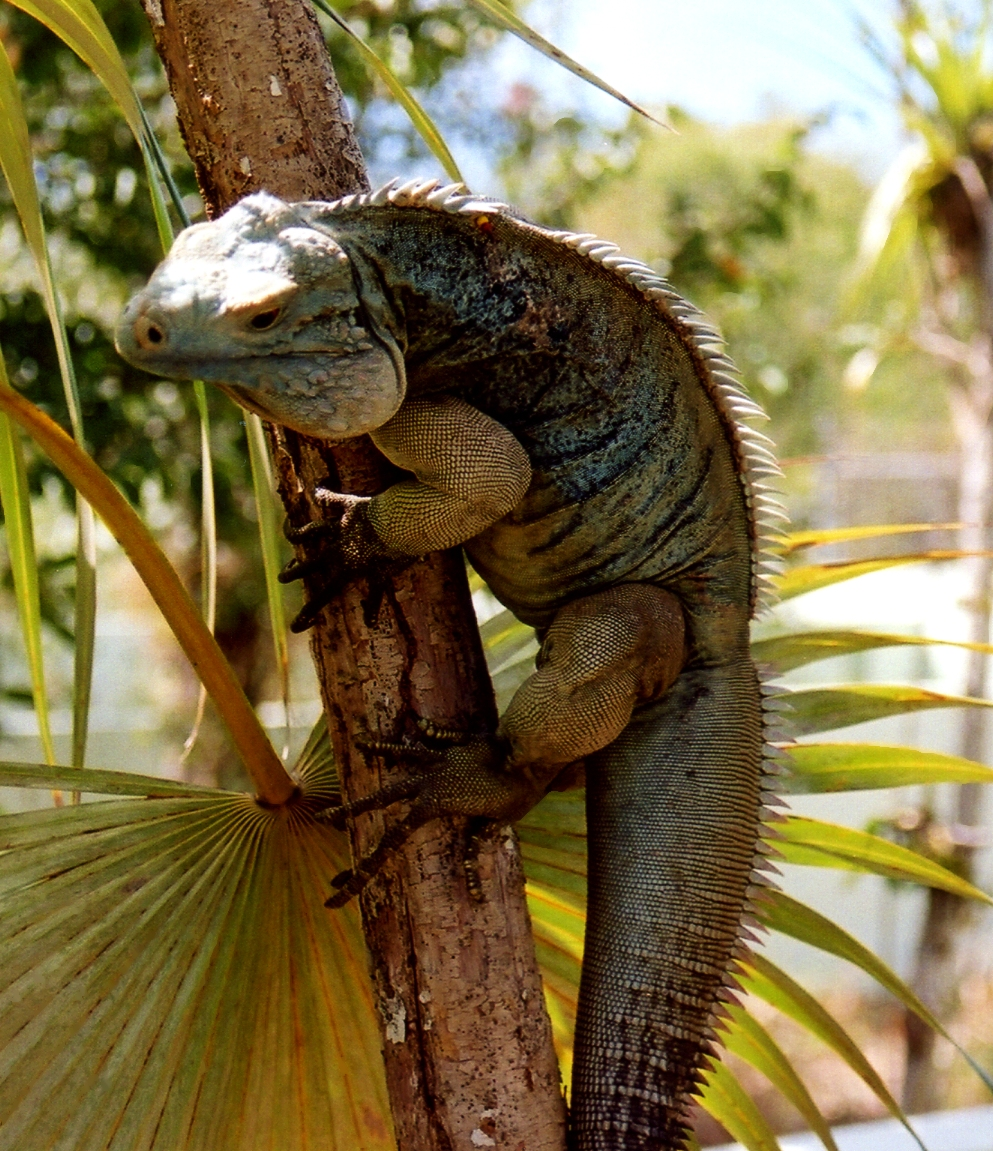
그랜드캐이먼 섬에 서식하는 푸른이구아나

푸른이구아나는 국제자연보호연맹에 의해 "심각한 멸종위기종"으로 분류되고 있다. 현재 분포지역은 그랜드캐이먼 섬의 동부 내륙으로 국한되며, 1988년조사 이전에는 3마리만이 발견되었을 뿐이다. 서식지는 지난 25년 동안 상당히 줄었으며, 한때 푸른이구아나가 살던 많은 지역에서 서식이 확인되지 않고 있다. 2003년 조사에 의하면 잔존 개체수는 5-15마리로 나타났다. 2005년에 야생개체수는 너무나 적어 사실상 멸종이 된 것이나 마찬가지라고 여겨졌다. 이에 따라 지구상에서 가장 심각한 멸종위기에 놓여 있는 동물이기도 하다. 2008년 5월에 보호구역안에서 6마리가 살해당함에 따라 야생개체의 존망은 더욱더 어두워지게 되었다.
푸른이구아나는 과일과 꽃과 같은 식물을 선호하며, 이에 따라 서식지에 씨앗을 퍼지게 하는 귀중한 매개체로 여겨지고 있다. 2000년 앨리슨 알버츠 박사의 연구에 의하면 푸른이구아나를 포함한 바위이구아나의 소화기관을 거친 씨앗이 더욱 빨리 싹을 튼다는 결론이 나왔다. 푸른이구아나에 먹히는 과일은 짧은 우기 말에 싹을 틈으로써 먹히지 못한 것들에 비해 우위를 점하게 되는 것이다. 푸른이구아나는 다른 지역에 씨앗을 퍼뜨리는 중요한 매개체이도 하며, 이에 따라 그랜드캐이먼 섬의 식생과 생태계에 중요한 역할을 한다.
퀸 엘리자베스 II 식물공원에서 길러져 왔던 푸른이구아나는 125마리이며, 2005년 12월에 방사되었다. 방사된 개체군은 2001년부터 번식되어 왔으며, 방사위치인 살리나 보호구에서 2006년 이래로 번식하고 있음이 확인되었다. 2007년 4월 추가 대규모 방사 이후의 추정으로는 야생에 푸른이구아나 5642마리가 살고 있으며, 대부분은 사육하에서 길러진 것들이다.

### 감소의 원인
서식처 상실이 개체수 급락의 주원인으로 지목되고 있다. 현재 잔존 개체가 사는 지역에서도 농경, 도로건설과 개발에 의해 숲이 없어지고 있다. 또한 농경지가 목초지로 변경되는 것 또한 푸른이구아나의 제2의 서식지를 제거하고 있다.
들쥐와 들고양이에 의한 어린개체의 부상, 그리고 버려진 개에 의한 성체의 부상위협은 여전히 잔존 야생개체에게 압박을 주고 있다. 자동차와 오토바이와의 충돌로 인한 교통사고도 중요한 사망원인이다. 덫에 걸리거나 총에 맞는 것에 대해서는 비교적 안전하지만, 공공교육에도 불구하고 이는 여전히 종종 일어나고 있다.
외래종인 녹색이구아나(Iguana iguana)는 온두라스에서 도입된 이래로 푸른이구아나보다 더 불어나 생태계에 영향을 주고 있다 푸른이구아나에 대한 직접적인 영향은 보이지 않지만, 녹색이구아나는 공공의 자세와 이해에 혼동을 준다. 예를 들어 섬의 주민들은 푸른이구아나가 멸종위기종이라는 것을 알지만, 크고 많은 녹색이구아나를 볼 때는 두 종과의 차이를 알지 못한다.
푸른이구아나는 관광객에게 CITES에 의해 거래가 금지되었음에도 불구하고 종종 애완동물로 팔리기도 하였다. 1999년 세계 자연보호 기금의 관계자 스튜어트 채프만은 "영국정부는 20년 동안 해외영토에 있는 희귀종에 대해 무관심했다. 이에 따라 많은 희귀종이 멸종위기에 처해 있다. 영국이 지배했던 카리브 제도는 생물다양성이 뛰어나고 희귀동물을 보유하고 있지만 사실상 이들을 보호하기 위한 정책은 거의 없다" 라고 하였다.
2008년 5월 그랜드캐이먼 섬의 퀸 엘리자베스 II 식물공원의 보호구역에서 푸른이구아나 6마리가 죽은 채로 발견되었다. 이구아나들은 분명히 인간의 칼에 맞아 죽었으며, 이중 두마리는 알을 낳기 직전인 암컷이었다.
푸른이구아나 야생개체는 섬전체에서 산개된 회복불능의 수준으로 전락하였다. 2001년 번식이 가능한 야생개체는 없었으며, 5마리밖에 남아있지 않다.

### 회복 노력
1990년 미국 동물원및 수족관 협회(AZA)는 푸른이구아나를 포함한 바위이구아나의 모든 종을 보전의 최우선 대상으로 삼았다. 그들의 첫 번째 계획은 가장 심각한 멸종위기에 놓여있는 푸른이구아나를 인위번식하는 것이었다.
1990년도 초에 시작된 이 계획에서 차질은 사육하에 있던 개체들이 순종이 아니었다는 것이었다. DNA조사에 의하면 사육하의 개체는 쿠바이구아나와의 잡종이었다. 잡종은 번식이 불가능 하였기 때문에 회복계획은 오로지 순종만을 통해 이루어지게 되었다. 이 계획은 얼마 남이있지 않던 동물의 제한된 유전적 다양성을 조사하기 위해 시작되었으며, 조사결과 북아메리카에 있던 사육하의 개체들은 오로지 한쌍의 자손이라는 것이 밝혀졌다. 5년 동안의 연구이후 2군의 사육하 개체군이 형성되고 개체군 간의 번식을 도모하는 등 하나로 관리되고 있다.
그랜드캐이먼 섬의 야생개체가 줄어들자 미국에서 25곳의 번식장이 만들어졌다. 최소 사육하의 225마리는 20마리의 조상에서부터 내려온 것이며, 관리를 위해 혈통부에 등록되었다. 2000년 이래로 인디애나폴리스 동물원은 푸른이구아나를 사육하에 2번 번식하는 데에 성공하였다.
2006년 10월 푸른이구아나를 멸종에서 구하기 위해 새끼들이 처음으로 방사되었다. 방사된 개체는 구별을 위해 각각 독특한 구슬목걸이를 달고 칩을 달고 있으며, 각각 비늘의 고해상도 사진 또한 기록되었다. (비늘은 인간으로 치면 지문과 같은 것으로 각각 개체를 구분할 수 있는 척도가 된다.)
푸른이구아나는 공공 및 개인이 사육하고 있다. 하지만 개인이 가지고 있는 개체의 경우 순종인 경우는 많지 않으며, 애완동물로 인한 유출을 막는 데는 역할을 하고 있다.

### 푸른이구아나 회복 계획
푸른이구아나 회복 계획은 1990년 캐이먼 제도의 국민신탁운동으로 시작되었다. 현재, 캐이먼 제도 환경부, 캐이먼 제도 내셔널트러스트, 엘리자베스 2세 식물 공원, 더렐 야생 보호 단체, 국제 파충류 보호 단체, IRCF, 유럽 위원회와 자매결연을 맺은 상태이다. 이 계획은 캐이먼 섬의 동물에 관한 법에 누구에게나 이구아나를 죽이거나 포획하면 불법이라는 특별한 예외 아래 진행되고 있다.